# Karim Tulyaganov
Karim Tulaganov est un boxeur ouzbek né le 27 août 1973.

## Carrière
Aux Jeux olympiques d'été de 1996, il combat dans la catégorie des super-welters et remporte la médaille de bronze. 